# Lamoudé
Lamoudé (auch: Lamoudi) ist ein Weiler im Arrondissement Niamey V der Stadt Niamey in Niger.

## Geographie
Der Weiler befindet sich im Westen des ländlichen Gebiets von Niamey V. Zu den umliegenden Siedlungen zählen der Weiler Chantier Kourtéré und der Weiler Djadjiré im Westen. Bei Lamoudé verläuft ein Nebental des 17 Kilometer langen Trockentals Kourtéré Gorou, das hinter dem Dorf Kourtéré Samboro in den Fluss Niger mündet.
Der Ortsname Lamoudé bezeichnet in der Sprache Fulfulde die Frucht Madd.

## Bevölkerung
Bei der Volkszählung 2012 hatte Lamoudé 232 Einwohner, die in 24 Haushalten lebten. Bei der Volkszählung 2001 betrug die Einwohnerzahl 310 in 47 Haushalten.